# Volta a Castella i Lleó 2005
La Volta a Castella i Lleó 2005 va ser la 20a edició d'aquesta cursa ciclista que transcorre per Castella i Lleó. Es va disputar entre el 27 d'abril a l'1 de maig de 2005, sobre un total de 712,5 km, repartits entre cinc etapes.

## Classificacions finals

### Classificació general
|    | Ciclista                 | Equip                | Temps       |
| -- | ------------------------ | -------------------- | ----------- |
| 1  | Carlos García Quesada    | Comunidad Valenciana | 17h 03' 31" |
| 2  | Francisco Pérez          | Milaneza-Maia        | + 50"       |
| 3  | David Blanco             | Comunidad Valenciana | + 1'08"     |
| 4  | Eladio Jiménez           | Comunidad Valenciana | + 1'21"     |
| 5  | Javier Pascual Rodríguez | Comunidad Valenciana | + 1'56"     |
| 6  | Jorge Ferrio             | Spiuk                | + 2'03"     |
| 7  | Stéphane Goubert         | Ag2R Prevoyance      | + 2'07"     |
| 8  | Bruno Castanheira        | Milaneza-Maia        | + 2'33"     |
| 9  | Mikel Astarloza          | Ag2R Prevoyance      | + 2'36"     |
| 10 | Daniel Petrov            | Milaneza-Maia        | + 2'53"     |

### Altres classificacions
- Classificació per punts.  Carlos García Quesada (Comunidad Valenciana)
- Classificació de la muntanya.  Alexis Rodríguez (Barbot-Pascoal)
- Combinada.   Carlos García Quesada (Comunidad Valenciana)
- Classificació per equips.  Comunidad Valenciana

## Etapes
| Etapa | Data       | Recorregut          | Km          | Vencedor d'etapa      | Líder de la general   |
| ----- | ---------- | ------------------- | ----------- | --------------------- | --------------------- |
| 1a    | 27 d'abril | Astorga - Astorga   | 142 km      | Sergio Ribeiro        | Sergio Ribeiro        |
| 2a    | 28 d'abril | Astorga - Zamora    | 168 km      | Carles Torrent        | Luis Pasamontes       |
| 3a    | 29 d'abril | Zamora - Toro       | 45 km (CRE) | Ag2r Prevoyance       | Stéphane Goubert      |
| 4a    | 30 d'abril | Zamora - Salamanca  | 181 km      | Carlos García Quesada | Stéphane Goubert      |
| 5a    | 1 de maig  | Salamanca - Segòvia | 176,5 km    | Carlos García Quesada | Carlos García Quesada |